# Willow (chat)
Pour les articles homonymes, voir Willow.
Willow, née en 2020 en Pennsylvanie, est une chatte brown tabby à poils courts appartenant au président Joe Biden et à la première dame Jill Biden. Elle porte le nom de la ville natale de Jill Biden, Willow Grove.

## Biographie
Willow est un ancien chat de ferme. Elle est née dans l’ouest de la Pennsylvanie et vit jusqu'à son adoption par la famille Biden chez Rick Telesz, un agriculteur de la ville de Volant, dans le comté de Lawrence en Pennsylvanie.

### Adoption
Willow fait sa première apparition en sautant sur l'estrade de Jill Biden lors d’un discours de campagne qui se déroulait dans la ferme où la chatte vivait en famille d'accueil,,. Rick Telesz déclare qu'il a ensuite reçu un appel lui demandent si Jill Biden pouvait adopter le chat. L'animal est baptisé Willow Biden, d’après la ville natale de Jill de Willow Grove, en Pennsylvanie,,,,.
L’adoption de Willow fait partie d’une promesse électorale d’adopter un chat au sein de la famille du président. Bien que la famille Biden (en) ait promis d’adopter un chat à la fin de l'année 2020, Willow n’a été adoptée qu’en 2022 parce qu’elle craignait qu’elle et le berger allemand Commander ne s’entendent pas.  Willow est le premier chat à vivre à la Maison Blanche,, depuis India, qui appartenait au président George W. Bush et à la première dame Laura Bush.

### Vie à la Maison-Blanche
La famille Biden l'emmène en week-end. Elle occupe principalement le premier et deuxième étages de la résidence des Biden à la Maison-Blanche, et rend visite à l'équipe de l'aile Est.